# 2012년 하계 올림픽 리투아니아 선수단
2012년 하계 올림픽 리투아니아 선수단은 2012년 7월 27일에서 8월 12일까지 영국 런던에서 열린 2012년 하계 올림픽에 참가한 올림픽 리투아니아 선수단이다.

## 출전 선수
| 종목     | 남자 | 여자 | 전체 |
| -------- | ---- | ---- | ---- |
| 육상     | 7    | 13   | 20   |
| 배드민턴 | 0    | 1    | 1    |
| 농구     | 12   | 0    | 12   |
| 복싱     | 2    | 0    | 2    |
| 카누     | 2    | 0    | 2    |
| 사이클   | 2    | 2    | 4    |
| 체조     | 1    | 1    | 2    |
| 유도     | 2    | 0    | 2    |
| 근대5종  | 1    | 2    | 3    |
| 조정     | 3    | 1    | 4    |
| 요트     | 2    | 1    | 3    |
| 사격     | 0    | 1    | 1    |
| 수영     | 3    | 1    | 4    |
| 레슬링   | 2    | 0    | 2    |
| 전체     | 39   | 23   | 62   |

## 같이 보기
- 올림픽 리투아니아 선수단